# Can Cargol
Can Cargol és una masia d'Esplugues de Llobregat (Baix Llobregat) protegida com a bé cultural d'interès local, a més de formar part del conjunt del carrer de Montserrat.

## Descripció
Està situada en el nucli històric, prop de l'església parroquial de Santa Maria Magdalena, alineada amb el carrer de Montserrat.
És una casa pairal de tres cossos, amb planta baixa i pis, sense golfes. La coberta és a dues aigües. Ha sofert modificacions posteriors que no afecten a la seva estructura inicial. Destaquen els festejadors de les finestres, de ferro forjat, i la conservació original de l'escala i els paviments.

## Història
No hi ha documentació sobre el seu origen, probablement del segle xviii. Un dels propietaris va ser el marquès de Castellbell, de Can Cortada.
El 1969 fou adquirida per l'escultor Xavier Corberó i Olivella que va encarregar una reforma de l'interior a l'arquitecte Emili Bofill Benessat. En els horts que s'estenien davant, actualment hi ha el taller de Corberó.